# 五葉木通
五叶木通（学名：Akebia quinata），種中文名木通。是木通科木通屬的灌木。其木質莖一般被作為中藥使用。果實被稱為阿科比。

## 形态
缠绕性木本；掌状复叶，小叶5片；春季开花，雌雄同株，雌花大，为紫褐色，雄花小，为红紫色，有巧克力味；果实為长椭圆形。

## 圖片

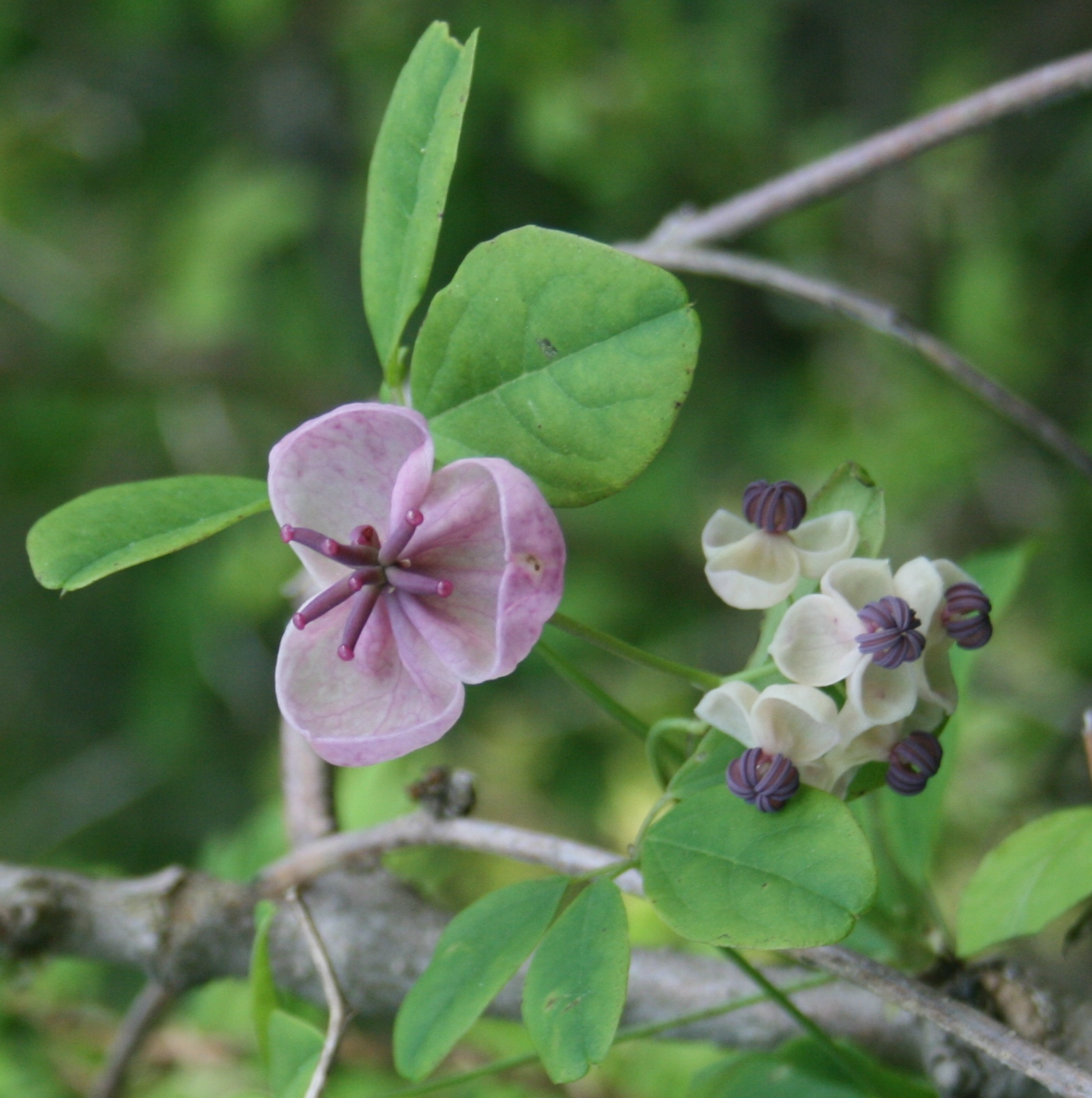
長於伊吹山的五葉木通雌花及五朵公花
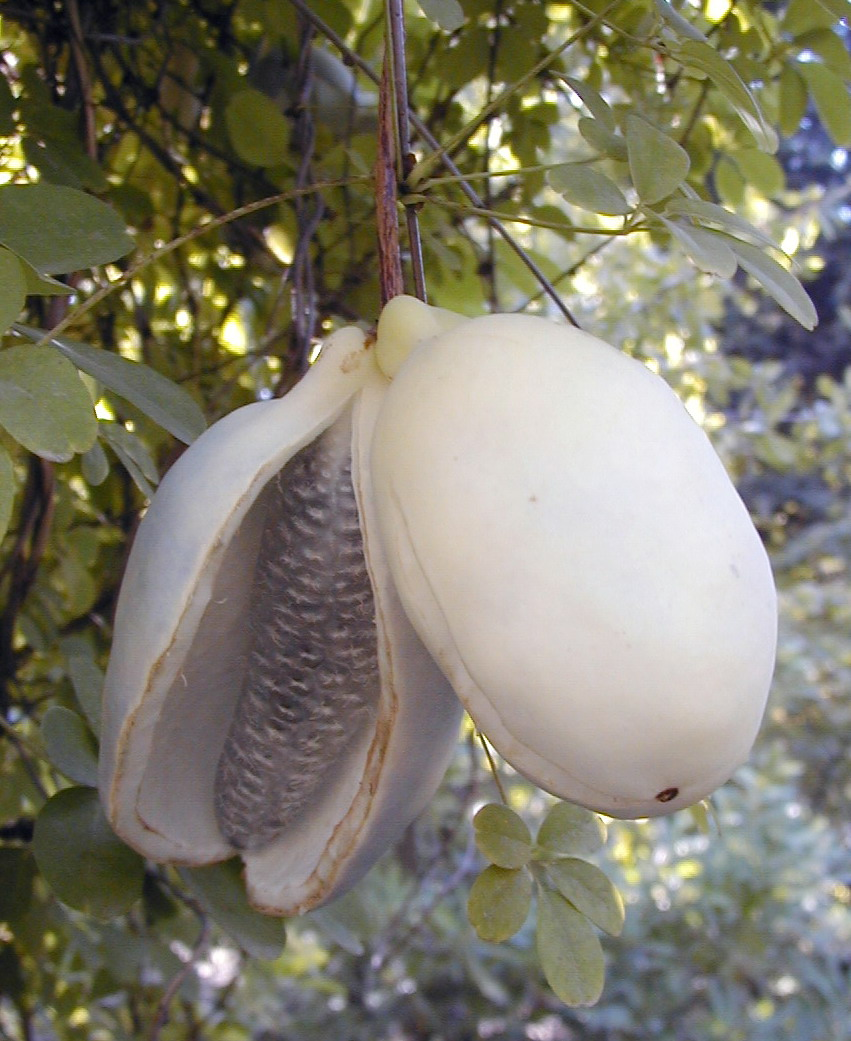
果實
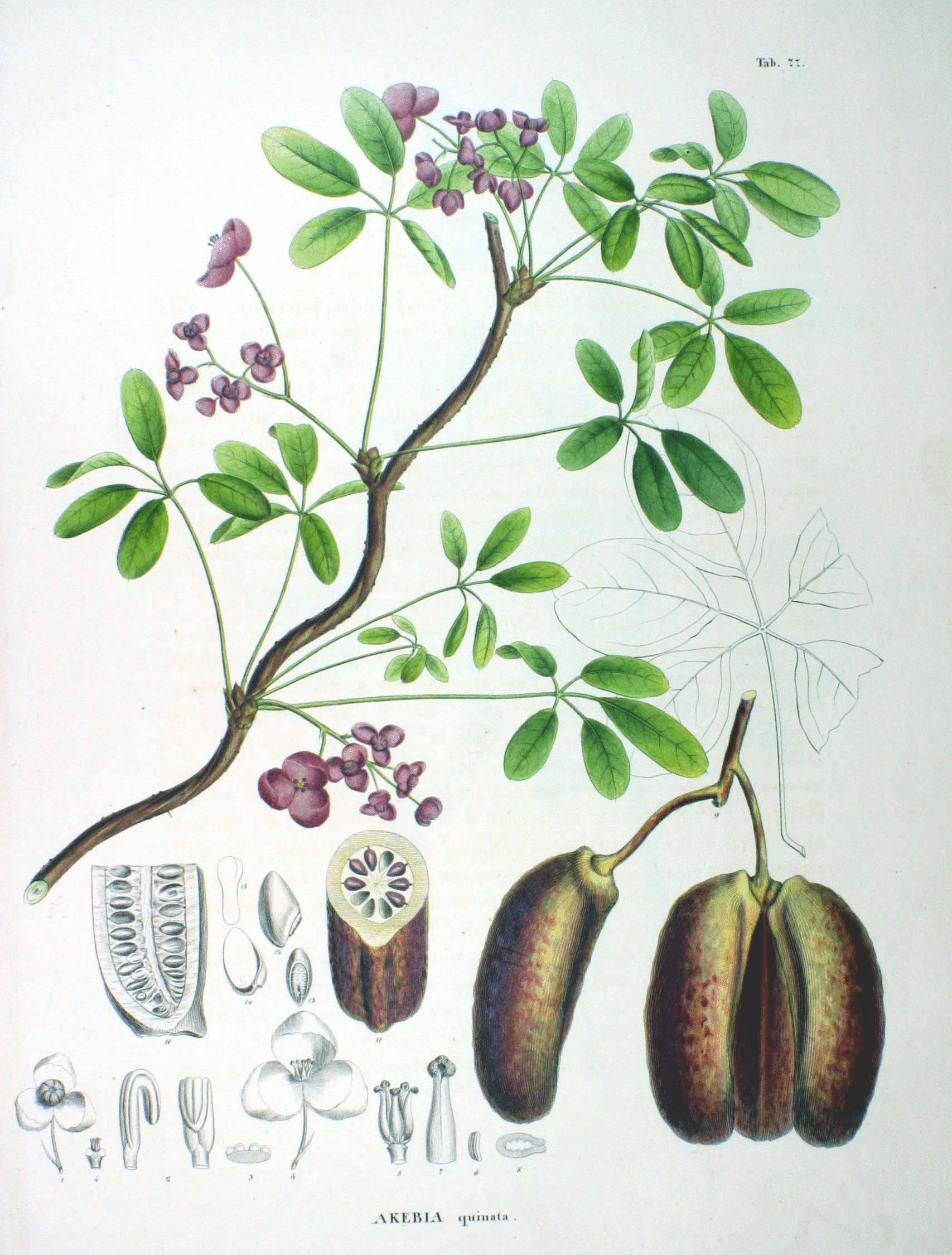
素描

## 外部連結
- 木通 Mutong（页面存档备份，存于） 藥用植物圖像數據庫 (香港浸會大學中醫藥學院) （中文）（英文）
- 木通 中藥材圖像數據庫  (香港浸會大學中醫藥學院) （中文）（英文）
- Akebia quinata (Houtt.) Dcne.（页面存档备份，存于） (ITIS)